# 官埠桥镇 (枞阳县)
官埠桥镇，是中国安徽省中南部、长江北岸枞阳县下辖的一个乡镇级行政单位。

## 行政区划
官埠桥镇下辖以下地区：
官桥村、向东村、岱冲村、官山村、继光村、黄华村、祖农村、龙桥村、宋马村、陆岗村和团山村。